# Пальярс Собира
Пальярс Собира́ (кат. Pallars Sobirà, исп. Pallars Sobirá)  — район (комарка) в Испании, входит в провинцию Льейда в составе автономного сообщества Каталония.
Он сравним с графством в большей части англоязычного мира и находится на гористом северо-западе Каталонии в Испании. Его название означает «Верхние Паллары», что отличает его от более густонаселенных и менее гористых палларов Жуссы на юго-западе.

## География
Это четвертая по величине комарка в Каталонии по площади. Столица и крупнейший муниципалитет района — Сорт.
Пальярс Собира расположен в центральных Пиренеях. Он простирается с юга на север, начиная от ущелья до деревни Альос-д'Исил (Alós d’Isil), по течению реки Ногера-Пальяресса.
На территории Пальярс Собира также находятся самое большое озеро в Пиренеях Сертаскан (исп.), и самый высокий пик в Каталонии, Пика-д'Эстатс (исп.) высотой 3143 м.
Большая часть комарки является охраняемым природным заповедником. В ней есть несколько территорий, которые относятся к Pla d’Espais d’Interès Natural de Catalunya (PEIN, ландшафтный план Каталонии с природными интересами), такие как национальный парк Айгуэс-Тортес-и-Лаго-Сан-Маурисио (исп.), природный заповедник Alto Pirineo (исп), природный заповедник La Noguera Pallaresa — Collegats, а также широкий спектр территорий, принадлежащих сети Натура 2000, природный охотничий заповедник Буморт и другие.

## Население
Она имеет одну из самых низких плотностей населения в стране, около 5,1 жителей на км². Всего в нем проживает около 7000 жителей.

## Муниципалитеты
1. Алинс
2. Льядорре
3. Альто-Анеу
4. Льяворси
5. Баш-Пальярс
6. Риальп
7. Эспот
8. Соригера
9. Эстерри-д'Анеу
10. Сорт (Льейда)
11. Эстерри-де-Кардос
12. Тирвия
13. Фаррера
14. Валь-де-Кардос
15. Ла-Гингета-д'Анеу